# Darkside (singel)
Darkside – singel norweskiego producenta muzycznego Alana Walkera z gościnnym udziałem piosenkarek Au/Ry, oraz Tomine Harket, wydany 27 lipca 2018 roku.
Singel osiągnął w Polsce status dwukrotnie platynowej płyty.

## Lista utworów
- Digital download (27 lipca 2018)[3]

1. „Darkside” – 3:31

## Teledysk
Teledysk do utworu wyreżyserowany przez Kristiana Berga został opublikowany 27 lipca 2018 roku. Został wyprodukowany przez Synne Seltveit, Niklasa Røsetha i Anę Sikavicę oraz został zmontowany przez Kristiana Berga i Jonasa Aarø. Teledysk był kręcony w Chorwacji, Czarnogórze oraz Bośni i Hercegowinie.

## Pozycje na listach
| Państwo    | Lista (2018)                | Najwyższa pozycja |
| ---------- | --------------------------- | ----------------- |
| Norwegia   | Top 20 Singles              | 1                 |
| Finlandia  | Top 20 Singles              | 6                 |
| Szwecja    | Top 100 Singles             | 10                |
| Węgry      | Single (track) Top 40 lista | 17                |
| Holandia   | Single Top 100              | 32                |
| Szwajcaria | Singles Top 100             | 39                |
| Austria    | Singles Top 75              | 63                |
| Irlandia   | Top 100 Singles             | 67                |
| Niemcy     | Top 100 Singles             | 97                |